# Anne-Marie Ducharme
Pour les articles homonymes, voir Ducharme.
Anne-Marie Ducharme est une actrice  canado-française née le 1er juillet 1902 à Saint-Félix-de-Valois (Québec, Canada), fille d'Henri Ducharme et Anna Asselin.  Elle est morte le 15 février 1985 à Montréal (Canada) à l'âge de 82 ans.

## Filmographie

### Cinéma
- 1970 : En pièces détachées (téléthéâtre) (téléthéâtre basé sur la pièce de Michel Tremblay) : une voisine
- 1972 : Les allées de la terre - rôle inconnu
- 1972 : Françoise Durocher, waitress - l'une des Françoise Durocher
- 1973 : Kamouraska : Dame au thé
- 1974 : Il était une fois dans l'Est : Belle-sœur
- 1974 : Une nuit en Amérique - rôle inconnu
- 1975 : La Tête de Normande St-Onge : Madame Veilleux
- 1976 : Parlez-nous d'amour : Fan de Jeannot
- 1976 : L'Eau chaude, l'eau frette : Mademoiselle Vanasse
- 1976 : Les gens heureux n’ont pas d’histoire - rôle inconnu
- 1977 : Ti-mine, Bernie pis la gang... : Mémère
- 1977 : Le soleil se lève en retard : Une tante
- 1979 : La Belle apparence : La tante Jeanne
- 1980 : Ça peut pas être l'hiver, on n'a même pas eu d'été : Madame Dutronc
- 1984 : Les Petites cruautés, court métrage de Michel Bouchard : divers rôles

### Télévision
- 1976 - 1977 : Quinze ans plus tard (série télévisée) : Mme Lapierre
- 1978 : Scénario (téléthéâtre) : La patiente dans l'épisode La rose des sables et Gertrude dans Fascination
- 1978 - 1982 : Le Clan Beaulieu (série télévisée) : Madame Sylvain
- 1978 - 1984 : Terre humaine (série télévisée) : Gisèle Gervais
- 1979 - 1980 : Frédéric (série télévisée) : Irma Lacasse

## Théâtre
- 1968 : Les Belles-Sœurs de Michel Tremblay, mise en scène de André Brassard - rôle d'Angéline Sauvé
- 1969 : Les Belles-Sœurs de Michel Tremblay, mise en scène de André Brassard - rôle d'Angéline Sauvé
- 1970 : L’effet des rayons gamma sur les vieux garçons de Paul Zindel (Théâtre de Quat'Sous (Montréal)) - rôle de Mémère
- 1971 : D.D.T. de Paul Buissonneau et Michel Faure, mise en scène de Paul Buissonneau - rôle de Julienne
- 1974 : Mariaagélas d'Antonine Maillet, mise en scène de Roland Laroche - rôle de Crocheteuse
- 1982 : L’effet des rayons gamma sur les vieux garçons de Paul Zindel (Compagnie Jean-Duceppe) - rôle de Mémère